# علم شعبي

العلم الشعبي أو إرشاد أو نشر التقانات (بالإنجليزية: pop-science)‏ هو طريقة لتفسير العلم المراد توجيهه إلى الجمهور العادي. في حين تركز الصحافة العلمية على التطورات العلمية الحديثة، فإن العلم الشعبي ذو نطاق أوسع. يمكن كتابته من قِبل صحفي علمي محترف أو من قِبل العلماء أنفسهم. يُقدَّم بعدة أشكال، من بينها الكتب، والأفلام أو العروض التلفزيونية الوثائقية، ومقالات في المجلات، وصفحات الويب.

## الدور
العلم الشعبي هو جسر بين الأدبيات العلمية باعتبارها وسط متخصص للبحث العلمي، وميادين الخطاب السياسي والثقافي الشعبي. غالبًا ما يكون هدف هذا النوع أخذ منهجيات العلم ودقته، وفي نفس الوقت جعل لغته متاحة أكثر. تُناقش العديد من الجدالات المتعلقة بالعلم في كتب ومنشورات العلم الشعبي، مثل المناظرات التي طال أمدها حول الحتمية البيولوجية والمكونات البيولوجية للذكاء المثارة في كتب شعبية مثل تقديرات الإنسان الخاطئة ومنحني الجرس.
هدف الأدب العلمي هو اطلاع وإقناع الأقران بمصداقية الملاحظات والاستنتاجات وكفاءة أساليب التدقيق المفصل. يحاول العلم الشعبي اطلاع وإقناع الغرباء عن العلم (أحيانًا جنبًا إلى جنب مع علماء من مجالات أخرى) بفحوى المعلومات والاستنتاجات، وللاحتفاء بالنتائج أيضًا. غالبًا ما تكون الأقوال في الأدبيات العلمية احتمالية ومدعمة بمعطيات، مشددة على أن الملاحظات والنتائج الجديدة هي متسقة مع المعرفة الراسخة ومماثلة لها إذ يُفترض أن يكون العلماء المؤهلون مدركين لأهميتها. وفي المقابل، يشدد العلم الشعبي على التفرد والعمومية، آخذًا أسلوب سلطة الحقائق الغائبة عن الأدبيات العلمية. عمومًا، تكشف المقارنات بين التقارير العلمية الأصلية والصحافة العلمية المشتقة منها والعلم الشعبي بعض مستوى التحريف والتبسيط المبالغ به الذي يمكن أن يكون في بعض الأحيان كبيرًا جدًا، حتى مع المواضيع العلمية المحايدة سياسيًا.
يمكن كتابة أدبيات العلم الشعبي من قِبل أشخاص خارج الوسط العلمي وقد يكون لديهم فهم محدود للموضوع الذي يفسرونه ويمكن أن يكون صعبًا على غير الخبراء تحديد العلم الشعبي المضلل، الذي يمكن أيضًا أن يطمس الحدود بين العلم الحقيقي والعلم الزائف. على أي حال، في بعض الأحيان يمكن أن يقدم أشخاص من خارج الوسط العلمي ممن يملكون خلفية علمية جيدة ومهارات تواصل فنية قوية كتابًا جيدًا من العلم الشعبي لأن قدرتهم على وضع أنفسهم في مكان الشخص العادي أكثر سهولة.

## سمات مشتركة
من السمات الطبيعية لإنتاجات العلم الشعبي:
- القيمة الترفيهية أو الاهتمام الشخصي بالنسبة للجمهور
- التركيز على التفرد والراديكالية
- استطلاع أفكار مُغفل عنها من قبل المختصين أو تقع خارج نطاق الاختصاصات الراسخة
- مفاهيم علمية مبسطة ومعممة
- مُقدَّمة لجمهور ذي خلفية علمية ضئيلة أو دون خلفية علمية، وبالتالي شرح مفاهيم عامة باستفاضة أكثر
- اصطناع أفكار جديدة تجتاز ميادين متعددة وتقديم تطبيقات جديدة في تخصصات أكاديمية أخرى
- استخدام استعارات ومقارنات لشرح مفاهيم علمية صعبة أو مجردة.